# Leszek Teleszyński
Leszek Teleszyński (ur. 21 maja 1947 w Krakowie) – polski aktor. Wystąpił w filmach Jerzego Hoffmana – Potop (1974), Trędowata (1976) i Ogniem i mieczem (1999), a także w serialu sensacyjnym Życie na gorąco (1978) i telenoweli TVP2 Złotopolscy (1997–2010).

## Życiorys
Urodził się i dorastał w Krakowie jako syn Mieczysława. Zaraz po zdanej maturze zdawał do krakowskiej  PWST, którą ukończył w 1969.
W 1968 zadebiutował na scenie w roli kaprala w sztuce Ernesta Brylla Ballada wigilijna, czyli jak Marek, Jan, Mateusz i Łukasz z Teatru Ludowego do Betlejem szli w reż. Ireny Jun w krakowskim Teatrze Ludowym, z którym był związany w latach 1969–1971. Był w zespołach teatrów: Narodowego (1971–1974) i Polskiego w Warszawie (1974–1976 i od 1978).
Jego debiutem kinowym była postać Michała, który jest świadkiem, jak jego matka, żona i synek zostają zamordowani przez hitlerowców w dramacie wojennym Andrzeja Żuławskiego Trzecia część nocy (1971). Następnie Żuławski ponownie zaangażował go do roli młodego szlachcica Jakuba w horrorze Diabeł (1972). Rozpoznawalność przyniosła mu kreacja zdrajcy narodu i przeciwnika Kmicica (Daniel Olbrychski) – cynicznego księcia Bogusława Radziwiłła w ekranizacji powieści Henryka Sienkiewicza Potop (1974) w reżyserii Jerzego Hoffmana, który powierzył mu potem rolę amanta ordynata Waldemara Michorowskiego w adaptacji filmowej powieści Heleny Mniszkówny Trędowata (1976) z Elżbietą Starostecką. W 1977 otrzymał Nagrodę „Złote Grono” na LLF w Łagowie, dla najpopularniejszego aktora sezonu filmowego 1976/1977. Był na okładce tygodnika „Film” (we wrześniu 1974, w styczniu 1978, w kwietniu 1979) i „Ekran” (w styczniu i marcu 1977). Można go było zobaczyć w roli hrabiego w dramacie telewizyjnym Włodzimierza Olszewskiego Beniamiszek (1975) na podstawie opowiadania Iwana Turgieniewa i jako przyjaciela Koraba–Brzozowskiego w polsko–norweskiej produkcji biograficznej Haakona Sandoya Dagny (1976). Popularność wśród telewidzów zdobył jako redaktor Maj w serialu sensacyjnym Życie na gorąco (1978).
Z pierwszego małżeństwa, z aktorką Ireną Szczurowską, ma córkę Karolinę. Druga żona, Jolanta jest psychologiem.

## Odznaczenia
- Złoty Krzyż Zasługi (1993, za zasługi w pracy artystycznej)[3]
- Krzyż Kawalerski Orderu Odrodzenia Polski (2013, za wybitne zasługi dla kultury narodowej, za osiągnięcia w twórczości artystycznej i działalności społecznej)[4][5]

## Filmografia
Filmy fabularne
| Rok  | Tytuł                                   | Rola                                 | Reżyser                                         |
| ---- | --------------------------------------- | ------------------------------------ | ----------------------------------------------- |
| 1971 | Trzecia część nocy                      | Michał                               | Andrzej Żuławski                                |
| 1972 | Diabeł                                  | Jakub                                | Andrzej Żuławski                                |
| 1973 | Myśliwy (TV)                            |                                      | Krzysztof Wierzbiański                          |
| 1974 | Izkustvenata patica                     |                                      | Januš Vazov                                     |
| 1974 | Potop                                   | Bogusław Radziwiłł                   | Jerzy Hoffman                                   |
| 1975 | Beniamiszek (TV)                        | hrabia                               | Włodzimierz Olszewski                           |
| 1976 | Dagny                                   | przyjaciel Koraba-Brzozowskiego      | Haakon Sandøy                                   |
| 1976 | Trędowata                               | ordynat Waldemar Michorowski         | Jerzy Hoffman                                   |
| 1982 | Klakier                                 | Jerzyk, mąż Poli                     | Janusz Kondratiuk                               |
| 1983 | Wedle wyroków twoich...                 | aptekarz                             | Jerzy Hoffman                                   |
| 1984 | Dom wariatów                            | Gigi                                 | Marek Koterski                                  |
| 1985 | C.K. Dezerterzy                         | major Zenhorst z kontrwywiadu (głos) | Janusz Majewski                                 |
| 1987 | Opowieść Harleya                        | Witek Zapert                         | Wiesław Helak                                   |
| 1988 | Czarodziej z Harlemu                    | Romuald Strączek                     | Paweł Karpiński                                 |
| 1989 | Czarny wąwóz                            | pruski następca tronu (głos)         | Janusz Majewski                                 |
| 1993 | Dwa księżyce                            | przyjaciel Flory                     | Andrzej Barański                                |
| 1996 | Panna Nikt                              | ojciec Ewy                           | Andrzej Wajda                                   |
| 1999 | Ogniem i mieczem                        | ksiądz Muchowiecki                   | Jerzy Hoffman                                   |
| 2000 | Bajland                                 | Zbigniew Potocki                     | Henryk Dederko                                  |
| 2009 | Polska nowela filmowa (krótkometrażowy) | prowadzący teleturniej               | Dorota Lamparska                                |
| 2010 | Jeż Jerzy (animowany)                   | polityk (głos)                       | Wojtek Wawszczyk Tomasz Leśniak Jakub Tarkowski |
| 2017 | Wyklęty                                 | lekarz                               | Konrad Łęcki                                    |
| 2017 | Na układy nie ma rady                   | profesor                             | Christoph Rurka                                 |

Seriale
| Rok       | Tytuł                      | Rola                                                        | Uwagi                                                      |
| --------- | -------------------------- | ----------------------------------------------------------- | ---------------------------------------------------------- |
| 1978      | Życie na gorąco            | redaktor Maj                                                | stała obsada                                               |
| 1988–1990 | W labiryncie               | Krzysztof Werner                                            | odc. 2–3, 7, 12, 17, 21, 51, 66, 72, 101                   |
| 1990      | Napoleon                   | Lauriston                                                   | odc. 5                                                     |
| 1997      | Sława i chwała             | kupiec Dawid Lipowiecki                                     | odc. 3 – pt. „Wojenka”                                     |
| 1997–2010 | Złotopolscy                | senator Jerzy Kowalski                                      | stała obsada                                               |
| 1998      | 13 posterunek              | bogacz                                                      | odc. 24                                                    |
| 1999      | Wszystkie pieniądze świata | Zenon Parcewicz                                             | odc. 2                                                     |
| 1999      | Tygrysy Europy             | ojciec Moniki                                               | odc. 8                                                     |
| 2000      | Ogniem i mieczem           | ksiądz Muchowiecki                                          | odc. 1                                                     |
| 2002      | As                         | Jacek Kamiński, gwiazda serialu Kłopoty to jego specjalność | odc. 3 – pt. „Kłopoty to jego specjalność”                 |
| 2005      | Na dobre i na złe          | Edward Hertman, ojciec Magdy                                | odc. 221 – pt. „Biało–czarni”                              |
| 2009      | 39 i pół                   | fotografik Żywisław, przyjaciel Krystyny                    | odc. 17, 20                                                |
| 2009–2010 | Majka                      | profesor Rotarski                                           | stała obsada                                               |
| 2010      | Hotel 52                   | Pankiewicz                                                  | odc. 5                                                     |
| 2011      | Układ warszawski           | Jan, ojciec Magdy                                           | odc. 8                                                     |
| 2011–2012 | Barwy szczęścia            | Konrad Mazurski, przyjaciel Marczaka                        | odc. 689, 692, 706                                         |
| 2014      | Na dobre i na złe          | profesor Walczyk                                            | odc. 550 – pt. „Przed terminem”, 569 – pt. „Pod powiekami” |
| od 2024   | Pierwsza miłość            | ojciec Fabiana                                              | stała obsada; od odc. 3842                                 |
| od 2024   | Przyjaciółki               | Teodor, ojciec Doroty                                       | od odc. 269                                                |

## Polski dubbing
- 2006: Karol. Papież, który pozostał człowiekiem jako kard. Angelo Sodano
- 2005: Legenda telewizji jako Ed Harken
- 2003: The Ring jako Richard Morgan
- 1998: Flubber jako Chester Hoenicker
- 1989: Gandahar jako Sylvain
- 1973: Wielka miłość Balzaka jako Jerzy Mniszech (odc. 6-7)

## Książka mówiona
Jest polskim lektorem książek w formacie audio. Nagrał wersje mówione między innymi poniższych książek (lista ułożona według nazwisk autorów książek):
- Warren Adler, Wojna państwa Rose
- Jeffrey Archer, Czy powiemy prezydentowi?
- Jeffrey Archer, Jedenaste przykazanie
- Jeffrey Archer, Kane i Abel
- Jeffrey Archer, Tajemnica autoportretu
- James Graham Ballard, Delikatność kobiet
- Noel Barber, Tanamera
- John le Carré, Szpieg doskonały
- Tom Clancy, Wojna orłów
- Harlan Coben, Bez pożegnania
- Harlan Coben, Nie mów nikomu
- Robin Cook, Epidemia
- Nicholas Evans, Serce w ogniu
- Ken Follett, Człowiek z Petersburga
- Ken Follett, Klucz do Rebeki
- Ken Follett, Trójka
- Ken Follett, Igła
- Frederick Forsyth, Czwarty Protokół
- Frederick Forsyth, Diabelska alternatywa
- Frederick Forsyth, Negocjator
- Frederick Forsyth, Szepczący Wiatr
- László Gyurkó, W cieniu śmierci
- Thomas Harris, Milczenie owiec
- Thomas Harris, Hannibal
- Georgette Heyer, Wielka Sophy
- Elia Kazan, Mordercy
- Stephen King, Carrie
- Stephen King, Misery
- Stephen King, Skazani na Shawshank
- Stephen King, Wszystko jest względne
- Stephen King, Zielona mila
- Stephen King, Jasność
- Dean R. Koontz, Korzystaj z nocy
- Dean R. Koontz, Ostatnie drzwi przed niebem
- Dean R. Koontz, Zabójca strachu
- Alistair MacLean, Noc bez brzasku
- Alistair MacLean, Szatański wirus
- John J. Nance, Dziecko Meduzy
- Jerzy Pilch, Bezpowrotnie utracona leworęczność
- Jerzy Pilch, Pod Mocnym Aniołem
- Nicholas Sparks, Jesienna miłość
- Nicholas Sparks, List w butelce
- Robert Louis Stevenson, Wyspa skarbów
- Andrzej Stojowski, W ręku Boga
- Burton Wohl(inne języki), Chiński syndrom